# Robert Hollander
Robert B. Hollander Jr. (Manhattan, 31 luglio 1933 – Hawaii, 20 aprile 2021) è stato un filologo statunitense. Inoltre era uno studioso di letteratura, comparatista e traduttore, noto soprattutto per i suoi lavori su Dante Alighieri e Giovanni Boccaccio.

## Biografia

### Formazione
Hollander è nato a Manhattan nel 1933. Il padre era un finanziere e la madre una badante prima di diventare casalinga. Si è diplomato alla Collegiate School nel 1951 e ha conseguito una laurea in francese e inglese presso l'Università di Princeton nel 1955 e un dottorato di ricerca presso il Dipartimento di inglese e letteratura comparata della Columbia University nel 1962 con una tesi sulla poesia di Edwin Muir.

### Carriera
Hollander ha insegnato all'Università di Princeton dal 1962 ed è diventato professore emerito nel 2003. Nel 1982 Hollander ha iniziato a lavorare al Dartmouth Dante Project, una raccolta digitale di oltre settanta commenti alla Divina Commedia risalenti al 1322. Questo è stato uno dei primi esempi di utilizzo della tecnologia informatica negli studi letterari e ha incoraggiato ulteriori progressi nelle digital humanities. 33 anni dopo, lo studioso di letteratura Jeffrey Schnapp, che ha collaborato con Hollander, ha descritto il progetto come uno "strumento di riferimento". Hollander è stato presidente della Dante Society of America dal 1979 al 1985. Dal 1991 al 1995 è stato direttore del Butler College dell'Università di Princeton e dal 1994 al 1998 presidente del Dipartimento di Letteratura comparata.
Nel 1997, Robert Hollander e sua moglie Jean Hollander (1928-2019), poetessa, iniziarono a lavorare a una traduzione in inglese della Divina Commedia, con Jean Hollander che traduceva principalmente i versi e Robert Hollander che forniva il commento. L'Inferno, il Purgatorio e il Paradiso sono stati pubblicati rispettivamente nel 2000, 2003 e 2007. Le traduzioni sono state elogiate dalla critica: lo scrittore Tim Parks ha definito il loro Inferno "il migliore di tutti". e il critico Joan Acocella ha definito tutta la loro Commedia "la migliore sul mercato". Il commentario di Hollander è stato tradotto in italiano.

## Vita privata

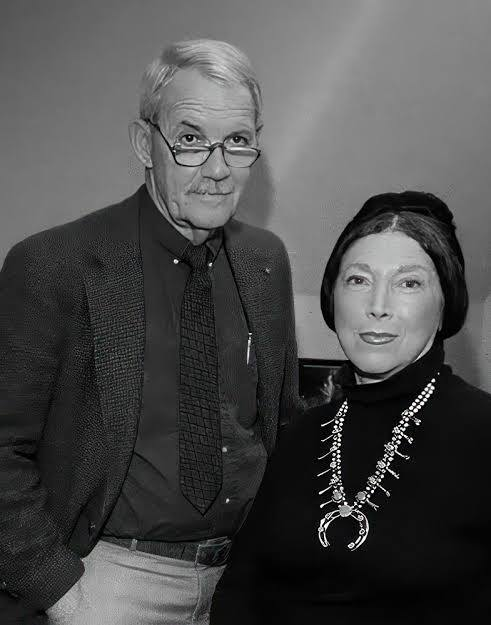
Robert e Jean Hollander (2001)

Robert e Jean Hollander (nata Haberman) si sono conosciuti da studenti alla Columbia University. Si sono sposati nel 1964 e hanno avuto tre figli: Elizabeth (5 luglio 1965 - 17 ottobre 1965), Cornelia Vaness ("Zaz", nata il 21 gennaio 1968) e Robert B. Hollander III ("Buzz", 11 settembre 1969 - 25 giugno 2023). Dal 1977 era tradizione che gli ex studenti di Hollander tornassero ogni anno nella vecchia aula del professore per leggere insieme la "Divina Commedia" di Dante. Hollander è morto il 20 aprile 2021 a casa del figlio medico.  La sua morte precede di pochi mesi il 700º anniversario di Dante Alighieri (14 settembre).

## Premi e onorificenze
- Guggenheim stipendio, 1970[18]
- National Endowment for the Humanities Senior Fellowship, 1982–83
- Medaglia d'oro della città di Firenze, 1988
- John Witherspoon Award in the Humanities, 1988
- Medaglia di bronzo della città di Tours, 1993
- Borsa di studio della Fondazione Rockefeller, 1993
- Cittadino onorario di Certaldo, 1997
- Premio internazionale Nicola Zingarelli, 1999
- Membro eletto dell'Accademia Americana delle Arti e delle Scienze, 2005
- Premio Fiorino d'oro della Città di Firenze per la traduzione in inglese della Divina Commedia di Dante, 2008

## Pubblicazioni

### Libri
- Allegory in Dante's Commedia. Princeton University Press, Princeton 1969
- Boccaccio's Two Venuses. Columbia University Press, New York 1977
- Studies in Dante. Longo, Ravenna 1980
- Il Virgilio dantesco: tragedia nella Commedia. [The Dantean Virgil: Tragedy in the Comedy] Translated by Anna Maria Castellini & Margherita Frankel. Olschki, Firenze 1983
- Boccaccio's Last Fiction: Il Corbaccio. University of Pennsylvania Press, Philadelphia 1988
- Dante's Epistle to Cangrande. University of Michigan Press, Ann Arbor 1993
- Boccaccio's Dante and the Shaping Force of Satire. University of Michigan Press, Ann Arbor 1997
- Dante Alighieri. Marzorati-Editalia, Roma 2000
- Dante. Yale University Press, New Haven & London 2001 (Ristampa in brossura, 2015)
- The Elements of Grammar in Ninety Minutes. Dover Publications, New York 2011

### Traduzioni
- Dante, Inferno. Doubleday, 2000 (Anchor edizione in brossura: 2002)
- Dante, Purgatorio. Doubleday, 2003 (Anchor edizione in brossura: 2004)
- Dante, Paradiso. Doubleday, 2007 (Anchor edizione in brossura: 2008)

### Articoli
- Robert Hollander (Translating Dante into English Again and Again) e Jean Hollander (Getting Just a Small Part of it Right). In: Ronald de Roy (ed.): Divine Comedies for the New Millennium. Recent Dante Translations in America and the Netherlands. Amsterdam University Press, Amsterdam 2003. pp. 43-54.